# Merlijn Passier
Merlijn Passier (Nuenen, 8 juli 1972) is een Nederlandse regisseur, presentator en media-innovator. Eigenaar van Cutjongens, een productiemaatschappij voor film- en videoproducties.

## Carrière
Passier studeerde in 1997 af aan de Nederlandse Film en Televisie Academie in 'Montage' en 'Regie'. Zijn afstudeerproject was de film De tranen van Castro, een docu-drama. Deze fictieve documentaire gaat over een man die lichaamsvloeistoffen verzamelt en op zoek gaat naar de tranen van Fidel Castro. De film won een Gouden Kalf voor beste korte documentaire en een Gouden Kalf voor beste acteur voor de rol van Jaap van Donselaar.
De tranen van Castro werd vertoond op verschillende internationale filmfestivals en won onder meer de Best Fiction Video Award op het 4e International Festival of Film Schools in Mexico, de Publieksprijs op het International Film Festival of Young Cinema Leipzig in 1998 en de Publieksprijs op het Studenten Film Festival in Potsdam.
Na zijn afstuderen werkte Passier aan diverse producties voor verschillende omroepen, waaronder het programma PK met Rob Kamphues voor de KRO, Op de Bon voor de AVRO, De kracht van Brabant en De canon van Lammers met Frank Lammers voor Omroep Brabant, de openingsfilm van de concerten van Guus Meeuwis, diverse televisiereclamespots(Kenneth Smit, Rowwen Heze, Bavaria Open Air, Jeugdjournaal Magazine, Kwantum, enz.) en een samenwerking met cabaretier Guido Weijers voor zijn oudejaarsconference. Daarnaast was Passier te zien als presentator van het programma Olifantendoders dat hij samen met cabaretier Leon van der Zanden presenteerde.
Vanaf oktober 2011 tot 2014 presenteert Passier bij Omroep Brabant een wekelijkse talkshow De Kamer van Brabant, dat elke zondag wordt uitgezonden. In ruim 40 minuten duikt dit programma in de wereld van cultuur, politiek en andersoortige infotainment. Er worden vier seizoenen gemaakt, meer dan vijftig afleveringen.
In 2015 begint Passier met een nieuw programma waarbij hij samen met cameraman Oscar "Okkie" Ros over de Brabants-Belgische grens wandelt. In dit programma met de titel Merlijn over de Grens, reist Passier van grenspaal naar grenspaal en heeft hij ontmoetingen met de grensbewoners aan zowel Brabantse als Vlaamse zijde. Er worden vier seizoenen gemaakt met afleveringen van 25 minuten elk.
In 2016 maakt Passier met Pupkin Film een aflevering van de zesdelige serie Icarus voor de NTR. In deze dramaserie worden publieke personen op documentaire wijze geportretteerd. De aflevering van Passier gaat over de Tilburgse hoogleraar Diederik Stapel, bekend geworden vanwege zijn frauduleuze praktijken op wetenschappelijk vlak. De rol van Stapel wordt vertolkt door Marcel Hensema en Frank Lammers speelt zijn regisseur. Lammers wint voor deze rol een Gouden TV-Beeld voor beste bijrol (2017). Daarnaast wordt de film geselecteerd voor de Gouden Kalf-competitie voor "Beste Televisiedrama" in 2016.
Ook produceert Passier samen met Frodo Kuipers (regisseur) de korte animatiefilm "Bullet Time". De film wordt gefinancierd door het Nederlands Film Fonds en wordt in 2018 uitgekozen als Nederlandse inzending voor de Academy Awards in Los Angeles, oftewel de Oscars. De film wint diverse internationale prijzen. Het laatste grote wapenfeit zijn twee mooie awards van het ShortCutz-festival: Beste Regie en Beste Film. In 2019 wint de film in Los Angeles de NFMLA Award voor "Best Animated Short Film".
In 2017 maakt Passier een nieuw televisieprogramma voor Omroep Brabant getiteld "Brabant 2050". In tien afleveringen onderzoekt Passier in welke wereld zijn kinderen groot worden en hoe de wereld er in het jaar 2050 uit zou kunnen zien.
Passier wordt na het succes van "Icarus" uitgekozen om een "One Night Stand" te ontwikkelen.
In 2018 mag Passier samen met Pupkin Film een Telefilm "Gilze-Rijen" ontwikkelen. Zijn productiemaatschappij "Cutjongens" wordt verder uitgebouwd en er worden steeds meer commercials en corporate films geproduceerd. De tweede helft van 2018 staat in het teken van het maken van items voor het VPRO-programma "Toekomstbouwers". In 2019 maakt Passier ook de items voor het tweede seizoen van "Toekomstbouwers".
In 2019 treedt Passier toe tot het bestuur van BROET/EFF (Eindhovens Film Festival) in Eindhoven. Het laatste seizoen en 4e seizoen van "Merlijn over de grens" gaat de buis op en wordt ook uitgezonden op NPO2 bij Omroep Max. De laatste maanden van 2019 staan in het teken van nieuw materiaal voor VPRO's "Toekomstbouwers".
Door corona wordt 2020 een heel ander jaar waarbij Cutjongens zich inzet voor coronaberichtgeving in diverse ziekenhuizen. Het hoogtepunt van 2020 is de samenwerking met Frank Lammers, waarmee Cutjongens de eerste Nederlandse corona-speelfilm maakt: "Groeten van Gerri". De film wordt verkocht aan Pathé en aan Netflix. De film staat een paar weken op de eerste plaats in de Best Bekeken-lijst van Netflix en is een groot succes. Passier sluit het jaar af met de korte fictiefilm Hey Eindje met in de hoofdrollen Margot Ros, Theo Maassen, Huub Smit en Steef Cuijpers.
In 2021 maakt Passier de 15-delige serie Merlijn in het spoor van Napoleon voor Omroep Brabant. De serie wordt ook uitgezonden bij Omroep MAX op NPO2. Als deze productie is afgerond maakt Passier samen met Frank Lammers de tweede speelfilm met Gerri in de hoofdrol: "Herrie in huize Gerri". Ook deze film wordt verkocht aan Netflix en aan SBS.
Passier begint 2022 met het maken van een nieuwe 15-delige serie voor Omroep West, getiteld Merlijn over de Atlantikwal. Deze serie wordt later dat jaar ook uitgezonden bij Omroep MAX op NPO2. Ook verbindt Merlijn zich aan de NTR door samen met Jolien van de Griendt een innovatietraject op te starten bij Nieuwsuur. Hierbij onderzoeken zij de inzet van interactieve video voor het nieuwsprogramma. De uitkomsten zijn interessant, maar na een bezoek aan het gerenommeerde tech-festival "SXSW" in Austin, Texas, blijkt dat een ander fenomeen nog veel interessanter is. Het is de introductie van AI waarvan Passier al snel herkent dat dit een enorme impact gaat hebben op de inzet van media. Media-innovatie wordt - naast het produceren van audiovisuele content - een nieuw speerpunt.
In 2023 maakt Passier samen met Frank Lammers, een nieuwe serie voor Omroep Brabant Het Ministerie van Brabantse Zaken. Dit is een achtdelige serie waarbij Frank Lammers een vervolgonderzoek doet naar 'waarom Brabanders toch zo ontzettend goed zijn'. De Dutch Design Week is ook dit jaar een dankbare klant en aan het eind van 2023 start Passier een documentaire-project op waarbij hij onderzoek doet naar een vermeende kunstschat.
Dat project krijgt ook veel aandacht in 2024, net zoals een nieuw AI-innovatietraject voor en bij Nieuwsuur (NTR). Maar in februari van dat jaar maakt Passier eerst een commercial voor Bavaria die vrij veel aandacht in de media krijgt. Dit omdat de hoofdpersoon in de commercial niemand minder is dan Klaas Dijkhoff, die de rol van Prins Klaas speelt. De commercial wint twee SAN Awards en worden door bureau Fama Volat in ontvangst genomen. Daarnaast wordt Passier uitgekozen om mee te doen aan de writersroom van NEXT x Netflix. Zijn projectvoorstel wordt uitgekozen om te pitchen aan Netflix, Disney+, Videoland en productiehuizen Topkapi Film, Pupkin Film, Fiction Valley en Newbe. Het project is in ontwikkeling.
In 2025 wordt Passier gevraagd een nieuw format te ontwikkelen voor een serie bij Omroep Brabant. Het resultaat is de negendelige serie "Merlijn en de Nachtbrakers". Deze keer ligt er een sterke focus op de inzet van content op social media. En dat blijkt vruchten af te werpen. Na de eerste uitzending worden er meer dan een miljoen hits genoteerd op Instagram, Facebook en TikTok. Al snel komt vanuit de omroep de vraag of er een vervolgserie geproduceerd kan worden.